# Open Data Protocol
Das Open Data Protocol (OData) ist ein unter dem Open Specification Promise von Microsoft veröffentlichtes HTTP-basiertes Protokoll für den Datenzugriff zwischen kompatiblen Softwaresystemen, um in diesen CRUD-Operationen zu ermöglichen. Aufbauend auf älteren Protokollen wie ODBC und JDBC kann OData u. a. innerhalb von Cloud-Diensten (Azure), MySQL, Java und Rails eingebunden werden und ist in der Lage, in der Client-Server-Kommunikation eine einheitliche Semantik für den Datenaustausch zur Verfügung zu stellen.

“The Open Data Protocol (OData) enables the creation of REST-based data services, which allow resources, identified using Uniform Resource Identifiers (URIs) and defined in a data model, to be published and edited by Web clients using simple HTTP messages.”

„Das Open Data Protocol (OData) ermöglicht das Erstellen von REST-basierten Datendiensten, welche es Ressourcen, die über Uniform Resource Identifiers (URIs) identifiziert werden und in einem Datenmodell definiert sind, erlauben, unter Verwendung einfacher HTTP-Nachrichten durch Webclients veröffentlicht und bearbeitet zu werden.“

Am 17. März 2014 wurden das Open Data Protocol in Version 4.0 und das OData JSON Format in Version 4.0 offiziell als Standards von OASIS freigegeben.

## Architektur
OData nutzt Funktionalitäten aus AtomPub und JSON (JavaScript Object Notation) in Verbindung mit  REST-Prinzipien.

## Clientbibliotheken
Browser
- OData-Explorer. (Silverlight-Komponente) Microsoft, abgerufen am 11. April 2013 (englisch).
- Nucleon Database Manager. Abgerufen am 19. November 2014 (OData Explorer with NoSQL and RDBMS (Oracle, MySQL, PostgreSQL, SQLite, MongoDB) support).

Microsoft .NET Framework
- ab Version 3.51 als WCF Data Services Framework installierbar
- ab Version 4.0 integriert
- AJAX Control Toolkit. In: CodePlex. Abgerufen am 11. April 2013 (englisch, ASP.NET AJAX-Komponenten).

PHP
- OData SDK for PHP. In: GitHub. Abgerufen am 11. April 2013 (englisch).

SAP
- SAP Gateway. SAP, abgerufen am 6. März 2015 (englisch).

Java
- Apache Olingo. Apache Software Foundation, abgerufen am 20. Juli 2014 (englisch).